# Eclose-Badinières
Eclose-Badinières is een gemeente in Franse departement Isère in de regio Auvergne-Rhône-Alpes, die deel uitmaakt van het arrondissement La Tour-du-Pin. De gemeente is op 1 januari 2015 ontstaan door de fusie van de gemeenten Eclose en Badinières. Eclose-Badinières telde op 1 januari 2022 1.510 inwoners.

## Geografie
De oppervlakte van Eclose-Badinières bedroeg op 1 januari 2022 16,28 vierkante kilometer; de bevolkingsdichtheid was toen 92,8 inwoners per km².

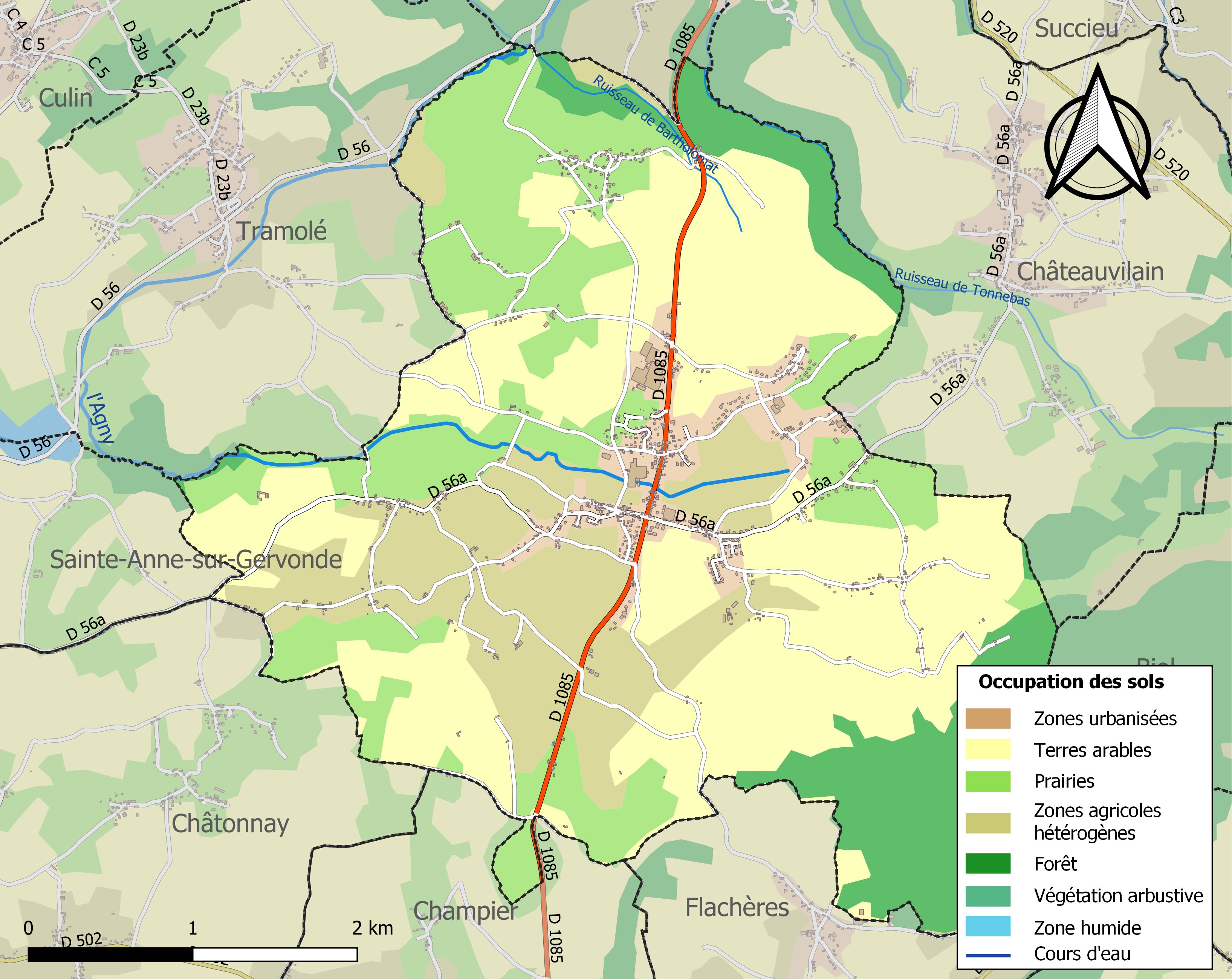
Kaart van de gemeente met de belangrijkste infrastructuur, bodemgebruik en omliggende gemeenten